# Illír–epiróta háború
Az illír–epiróta háború az i. e. 3–2. században hosszan elhúzódó illíriai háborúk egyik első konfliktusa, következményeit tekintve az első római–illír háborúhoz vezető összecsapás volt i. e. 230-ban. A Teuta illír királyné és hadvezére, Szkerdilaidasz vezette Illír Királyság és Epirusz koinonja, az Epiróta Szövetség között megvívott villámháború illír győzelemmel zárult. Az illírek elfoglalták az epiróta fővárost, Phoinikét, majd a város melletti csatában vereséget mértek az epirótákra. Hadisarc fejében ugyan visszaszolgáltatták a meghódított területeket, de a diadal jelentősen megnövelte az Illír Királyság katonai presztízsét, kevéssel később pedig Illíria, Epirusz és Akarnania szövetségéhez vezetett. A háború részletei Polübiosz leírásában maradtak fenn.

## Előzmények
Déidameia epiróta királynőt i. e. 234-ben elűzték trónjáról, és Epirusz vidékének városállamai megalakították koinonjukat, az Epiróta Szövetséget. Miután korábbi fővárosukat, Ambrakiát az aitóliaiak elfoglalták, Phoinikét tették meg új székhelyükül. Ezzel párhuzamosan megszakították hagyományos katonai szövetségüket II. Démétriosz Makedóniájával, és csakhamar csatlakoztak a makedónellenes Aitól Szövetséghez. II. Démétriosz i. e. 231-ben háborút indított északi szomszédjai, a Longarosz vezette dardánok ellen. Ezt kihasználva az aitóliai erők megtámadták a Makedóniával szövetséges Akarnaniát, és megindították a főváros, Medion ostromát. A dardánokkal lefoglalt Démétriosznak új szövetséges után kellett néznie. Agrón illír királlyal egyezett meg abban, hogy katonai segítségnyújtás fejében az epiruszi területek illír fennhatóság alá kerülhetnek. Agrón flottája száz lembosszal és ötezer harcossal Medion alá hajózott, ahol a városból kitörő akarnaniaiak támogatásával megsemmisítő csapást mért az aitóliai seregre. Nem sokkal a győzelmet követően Agrón meghalt, és utóda fia, a kiskorú Pinnész lett, ám de facto özvegye, Teuta vette át régensként az Illír Királyság irányítását.

## Lefolyása
Teuta folytatta Agrón politikáját, és hogy epiruszi területszerzéseit biztosítsa, jelentékenyen megnövelte az illír flotta állományát. Parancsára a flotta egy része i. e. 230 tavaszán a Peloponnészoszhoz hajózott, és megtámadta a partvidéki Éliszt és Messzéniát. A zsákmányszerzés mellett Teuta célja ezzel a lépéssel elsősorban az volt, hogy lekössék az epiróták két szövetségesének, az Aitól Szövetségnek és az Akháj Szövetségnek a haderejét. A flotta nagyobbik része ugyanis ezalatt megindult a Jón-tenger partvidékén, és látszólag élelmiszer-utánpótlási céllal kikötött Onkhészmoszban, majd elfoglalták a Phoinikétől mindössze 6 kilométerre fekvő kikötővárost.
Ezalatt az illír hadsereg főparancsnoka, az elhunyt Agrón király öccse, Szkerdilaidasz vezetésével ötezer illír harcos a szárazföldön, az Aóosz és a Drinosz völgyén keresztül nyomult délre, Phoiniké felé. Teuta azonban nem várta be Szkerdilaidasz megérkeztét, megindították Phoiniké ostromát, és már az első támadással be is vették a gyengén őrzött várost, a nyolcszáz kelta várvédő zsoldost foglyul ejtették. Az epiróták azonnal felmentő hadsereget vezényeltek a régióba, amelynek egy része a Drino-völgyi Antigoneia városát erősítette meg azzal a céllal, hogy Szkerdilaidaszt megállítsa, a másik része pedig Phoiniké alatt vert tábort, hogy az illírekkel való összecsapásra felkészüljön. Szkerdilaidasz értesült az epiróta hadsereg mozgásairól, ezért még mielőtt elérte volna a megerősített Antigoneia városát, az Aóosz és a Drino találkozásánál lévő hágón (a mai Skarficai-hágón) keresztül kora hajnalra az epiróták táborához érkezett. Kezdetét vette a meglehetősen kiegyenlítetlen phoinikéi csata, amelyben a meglepett és felkészületlen epiróták Teuta és Szkerdilaidasz közé beszorulva találták magukat. A gyors lefolyású összecsapás során sok epiróta esett el a harcmezőn, de legtöbbjük az illírek hadifoglya lett, csak a szerencsésebbek tudtak elmenekülni, oltalmat keresve az atintánok közeli koinonjában. Phoiniké illír kézre került.
A győzelem után az illír sereg Szkerdilaidasz vezetésével továbbnyomult dél felé. Az epiróták az aitóliaiakhoz és az akhájokhoz fordultak katonai segítségért, és egyesített seregük Helikranonnál vonult fel, hogy összecsapjon az északról érkező illírekkel. Az epiróták azonban nem szánták el magukat a támadásra, a másik oldalon Teuta királyné pedig aggasztó híreket kapott országa északkeleti vidékeiről: a forrongó lakosság Longarosz király Dardániájához kívánt csatlakozni. Ezért a harcoló felek fegyverszünetet kötöttek, amelynek értelmében az illírek megtarthatták a hadi zsákmányt, a rabszolgának elhurcolt phoinikéiakat, és a még mindezek felett fizetett hadisarc fejében visszaszolgáltatták Phoinikét az epirótáknak. Teuta flottájával visszatért fővárosába, Szkerdilaidasz pedig a szárazföldi úton sietett leverni a dardánokkal szövetkező északkeleti illíreket.

## Következményei
Az Illír Királyság az epiróták legyőzésével, majd a dardánokkal szimpatizáló lázadók leverésével katonailag az Adria keleti medencéjének egyik legütőképesebb hatalma lett. Polübiosz feljegyzései szerint az illírek Epirusz elleni hadjárata, Phoiniké eleste és lakóinak rabszolgasorba taszítása nem kis nyugtalansággal töltötte el a partvidék görög lakosságát. Az epiróták és az akarnaniaiak éppen ezért csakhamar követséget menesztettek Teuta királynéhoz, és szövetségre léptek velük az aitólok és az akhájok elleni további harcokban. Teuta megsokszorozta az adriai partvidék városai elleni támadásait, de az itáliai kereskedőhajók kirablásától sem riadt vissza. Az illír flotta által fenyegetett városok lakói és a folytonos veszélynek kitett hajósok a római szenátushoz fordultak segítségért, akik előbb diplomáciai úton kívánták a helyzetet megoldani, végül azonban kitört az illírek vereségével záruló első római–illír háború (i. e. 229–228).